# Parasutra furthi
Parasutra furthi es una especie de insecto coleóptero de la familia Chrysomelidae.
Fue descrita científicamente en 1994 por Medvedev.